# Anisacanthus
Anisacanthus, biljni rod iz porodice primogovki smješten u tribus Justicieae, dio potporodice Acanthoideae. Postoji desetak priznatih vrsta koje rastu na sjeveru od Nevade preko meksika do Srednje Amerike, i tri vrste u Brazilu (dvije endemski)
Posljednja vrsta otkrivena je 2019., to je A. gracewoodiae, imenovana po amaterskoj botanićarki Grace Wood, iz Kostarike, a opisao ju je Barry Hammel.

## Vrste
1. Anisacanthus andersonii T.F.Daniel
2. Anisacanthus brasiliensis Lindau
3. Anisacanthus grace-woodiae Hammel & McDade, 2019
4. Anisacanthus linearis (S.H.Hagen) Henrickson & E.J.Lott
5. Anisacanthus nicaraguensis Durkee
6. Anisacanthus pohlii Lindau
7. Anisacanthus puberulus (Torr.) Henrickson & E.J.Lott
8. Anisacanthus pumilus (F.Dietr.) Nees
9. Anisacanthus quadrifidus (Vahl) Nees
10. Anisacanthus tetracaulis Leonard
11. Anisacanthus thurberi (Torr.) A.Gray
12. Anisacanthus trilobus Lindau
13. Anisacanthus tulensis Greenm.